# غادة كدودة
غادة كدودة مهندسة سودانية وأستاذة مشاركة في جامعة قاردن سيتي أيضًا تدرس في جامعه الخرطوم وهي التي قامت بإدخال كورس تدريبي عن إدارة المعرفة في الجامعة. علمت سابقاً كرئيس لجمعية المعرفة السودانية.
تم اختيارها من قبل البي بي سي من ضمن قائمة 100 امرأة لعام 2019.

## النشأة والتعليم
درست كدودة علوم الحاسوب في جامعة الخرطوم عام 1991. ثم انتقلت بعد تخرجها إلى إنجلترا لتدرس علوم الحاسوب في جامعة سيتي لندن. ثم انتقلت لي جامعة لوفبرا للدراسه الدكتوراه. كما عملت كمهندسة برمجيات.

## البحوث والمسيرة المهنية
في بحثها قبل درجة الدكتوراه انضمت غادة لجامعة بورنموث حيث عملت في تنقيب البيانات والتوقع. ثم انتقلت لكلية لندن الإمبراطورية في لندن لتطوير أدوات تجسيد وتحليل المعلومات في عام 2001.
أصبحت بعدها مهتمه في التطوير وتبادل المعرفة والتعاون. في عام 2003 انضمت لجامعة الهند الغربية كمحاضر في علوم الحاسوب. منذ ذلك الحين قامت بالتدريب لتحصل علي الترخيص كمدير لتبادل المعرفة. كما عملت أيضًا كمدير لجمعية السودانية للمعارف.
عملت في جامعتين جامعة السودان للعلوم والتكنولوجيا وجامعة الخرطوم. كما قامت بإدخال برامج خاصة بالابتكار والتي تدعم الطلاب في مجهوداتهم الخاصة بالاختراع والابتكار. تعمل بصورة فعاله في تحول البرامج إلي أنشطة تدعم نفسها وتمول نفسها مثل مشاريع اليونيسيف لمعامل الابتكار.